# Fiji op de Olympische Zomerspelen 2012
Fiji nam deel aan de Olympische Zomerspelen 2012 in Londen, Verenigd Koninkrijk. Fiji debuteerde op de Zomerspelen in 1956 en deed in 2012 voor de dertiende keer mee.

## Deelnemers en resultaten
(m) = mannen, (v) = vrouwen

### Atletiek
| Olympiër         | Onderdeel       | Resultaat | Prestatie                            |
| ---------------- | --------------- | --------- | ------------------------------------ |
| Leslie Copeland  | speerwerpen (m) | 13e       | kwalificatie groep A: 6de met 80,19m |
|                  |                 |           |                                      |
| Daniella Alakija | 400m (v)        | 39e       | serie 5: 6de in 56,77                |

### Boogschieten
| Olympiër     | Onderdeel       | Resultaat | Prestatie                                                            |
| ------------ | --------------- | --------- | -------------------------------------------------------------------- |
| Robert Elder | individueel (m) | 33e       | plaatsingsronde: 63ste met 615 punten 1ste ronde: V van KOR Kim: 4-6 |

### Gewichtheffen
| Olympiër     | Onderdeel | Resultaat | Prestatie                                                    |
| ------------ | --------- | --------- | ------------------------------------------------------------ |
| Manueli Tulo | -56kg (m) | 13e       | trekken: 17de met 105kg stoten: 13de met 128kg totaal: 233kg |
|              |           |           |                                                              |
| Maria Liku   | -58kg (v) | 8e        | trekken: 8ste met 82kg stoten: 8ste met 100kg totaal: 182kg  |

### Judo
| Olympiër       | Onderdeel | Resultaat | Prestatie                                                  |
| -------------- | --------- | --------- | ---------------------------------------------------------- |
| Josateki Naulu | -81kg (m) | 17e       | 1ste ronde: vrij 2de ronde: V van MNE Mrvaljevic: waza-ari |

### Schietsport
| Olympiër    | Onderdeel | Resultaat | Prestatie                                           |
| ----------- | --------- | --------- | --------------------------------------------------- |
| Glenn Kable | trap (m)  | 23e       | kwalificatie: 23ste met 117 punten (23-22-24-24-24) |

### Zwemmen
| Olympiër          | Onderdeel           | Resultaat | Prestatie               |
| ----------------- | ------------------- | --------- | ----------------------- |
| Paul Elaisa       | 100m vrije slag (m) | 47e       | serie 2: 3de in 54,87   |
|                   |                     |           |                         |
| Matalita Buadromo | 100m schoolslag (v) | 43e       | serie 1: 3de in 1.16,33 |

Afghanistan · Albanië · Algerije · Amerikaanse Maagdeneilanden · Amerikaans-Samoa · Andorra · Angola · Antigua en Barbuda · Argentinië · Armenië · Aruba · Australië · Azerbeidzjan · Bahama's · Bahrein · Bangladesh · Barbados · België · Belize · Benin · Bermuda · Bhutan · Bolivia · Bosnië en Herzegovina · Botswana · Brazilië · Britse Maagdeneilanden · Brunei · Bulgarije · Burkina Faso · Burundi · Cambodja · Canada · Centraal-Afrikaanse Republiek · Chili · China · Chinees Taipei · Colombia · Comoren · Congo-Brazzaville · Congo-Kinshasa · Cookeilanden · Costa Rica · Cuba · Cyprus · Denemarken · Djibouti · Dominica · Dominicaanse Republiek · Duitsland · Ecuador · Egypte · El Salvador · Equatoriaal-Guinea · Eritrea · Estland · Ethiopië · Fiji · Filipijnen · Finland · Frankrijk · Gabon · Gambia · Georgië · Ghana · Grenada · Griekenland · Groot-Brittannië · Guam · Guatemala · Guinee · Guinee‑Bissau · Guyana · Haïti · Honduras · Hongarije · Hongkong · Ierland · IJsland · India · Indonesië · Irak · Iran · Israël · Italië · Ivoorkust · Jamaica · Japan · Jemen · Jordanië · Kaaimaneilanden · Kaapverdië · Kameroen · Kazachstan · Kenia · Kirgizië · Kiribati · Koeweit · Kroatië · Laos · Lesotho · Letland · Libanon · Liberia · Libië · Liechtenstein · Litouwen · Luxemburg · Macedonië · Madagaskar · Malawi · Maldiven · Maleisië · Mali · Malta · Marshalleilanden · Marokko · Mauritanië · Mauritius · Mexico · Micronesië · Moldavië · Monaco · Mongolië · Montenegro · Mozambique · Myanmar · Namibië · Nauru · Nederland · Nepal · Nicaragua · Nieuw-Zeeland · Niger · Nigeria · Noord-Korea · Noorwegen · Oeganda · Oekraïne · Oezbekistan · Oman · Oostenrijk · Oost-Timor · Pakistan · Palau · Palestina · Panama · Papoea-Nieuw-Guinea · Paraguay · Peru · Polen · Portugal · Puerto Rico · Qatar · Roemenië · Rusland · Rwanda · Saint Kitts en Nevis · Saint Lucia · Saint Vincent en Grenadines · Salomonseilanden · Samoa · San Marino · Sao Tomé en Principe · Saoedi-Arabië · Senegal · Servië · Seychellen · Sierra Leone · Singapore · Slovenië · Slowakije · Soedan · Somalië · Spanje · Sri Lanka · Suriname · Swaziland · Syrië · Tadzjikistan · Tanzania · Thailand · Togo · Tonga · Trinidad en Tobago · Tsjaad · Tsjechië · Tunesië · Turkije · Turkmenistan · Tuvalu · Uruguay · Vanuatu · Venezuela · Verenigde Arabische Emiraten · Verenigde Staten · Vietnam · Wit-Rusland · Zambia · Zimbabwe · Zuid-Afrika · Zuid-Korea · Zweden · Zwitserland · Onafhankelijke atleten